# Hermann Rombach
Hermann Rombach (* 26. Dezember 1890 in Böckingen; † 23. August 1970 in Bietigheim) war ein deutscher Schriftsteller, Maler und Zeichner.

## Leben und Werk
Hermann Rombach stammte aus einer Künstlerfamilie. Der Vater August Rombach war Kunstmaler, Bruder Richard wurde Kameramann bei der Ufa in Berlin und sein anderer Bruder Otto Rombach war Schriftsteller. Hermann Rombach absolvierte ab 1904 zunächst eine Lehre als Zeichner bei den Deutschen Linoleumwerken in Bietigheim. Von 1909 bis 1915 studierte er bei Robert Poetzelberger, Christian Landenberger, Robert von Haug und Alexander Eckener an der Kunstakademie Stuttgart.
Von 1914 bis 1918 leistete Hermann Rombach Kriegsdienst. Ab 1919 wirkte Hermann Rombach als freischaffender Künstler in Bietigheim, viele Jahre verbrachte er den Sommer in Lutzenberg (heute Althütte-Lutzenberg) im Welzheimer Wald. Dort und in seiner Heimat Bietigheim malte und zeichnete er vor allem Landschaftsbilder. 1923 nahm Rombach an der ersten Ausstellung der Stuttgarter Sezession teil, die neu gegründet worden war, bis 1929 wurden Werke von ihm in den Ausstellungen der Künstlergruppe gezeigt. Er wirkte als Zeichner für die „Leipziger Illustrierte“, den „Querschnitt“ und den „Feuerreiter“. Von 1928 bis 1933 hatte er einen Lehrauftrag als Zeichenlehrer an der Fachschule für Graphische Gestaltung in Stuttgart inne. Zum 1. Mai 1933 trat er der NSDAP bei (Mitgliedsnummer 3.248.215). Von 1935 bis 1939 war er Förderndes Mitglied der SS.
In Bietigheim wurde eine Straße nach Hermann Rombach benannt und die städtische Galerie verwaltet den Nachlass von über 800 Bildern und Zeichnungen. 1965 wurde ihm die Erwin-Bälz-Medaille der Stadt Bietigheim verliehen. Der Stadt Heilbronn gehören einige seiner Bilder wie „Schlittschuhlaufendes Paar“ von 1929 und 21 Zeichnungen, die Rombach als Füsilier in Polen im Ersten Weltkrieg geschaffen hatte. Der Heilbronner Gemeinderat benannte nach Hermann und Otto Rombach zwei Zimmer im Bürgerhaus Böckingen und eine Straße beim Böckinger Wasserturm.

## Ausstellungen
- Bietigheim Bissingen Studioausstellung: Landschaft im Blick, Zeichnungen von Gustav Schönleber, Walter Strich-Chapell, Hermann Rombach und Otto Kraft, 24. Juli 2004 bis 6. März 2005